# Glinne

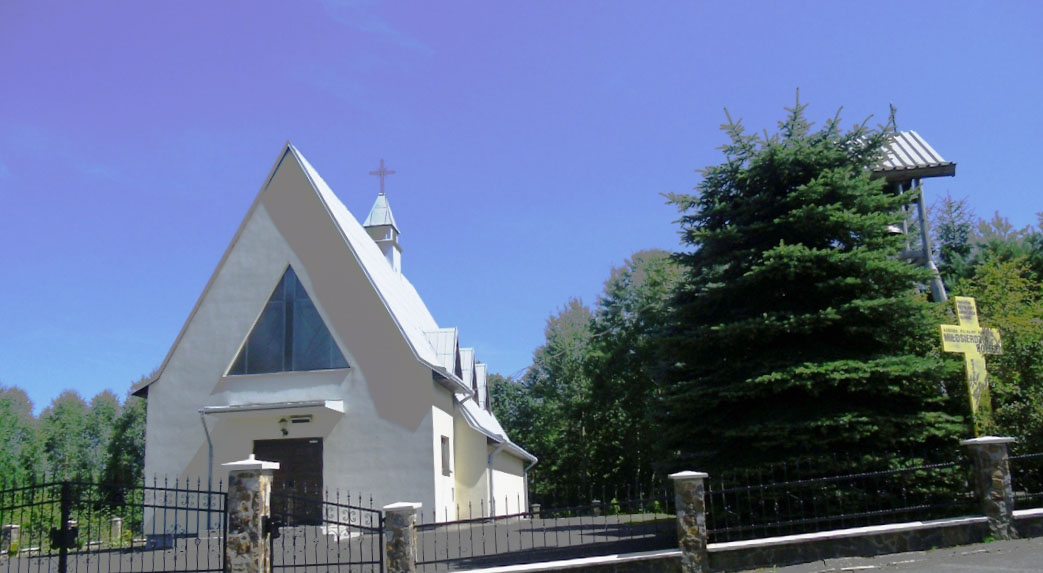
Iglesia católica de la Divina Misericordia.

Glinne [pronunciación en polaco: /ˈɡlʲinːɛ/] (en ucraniano: Глинне, Hlynne) es un pueblo ubicado en el distrito administrativo de Gmina Lesko, dentro del Distrito de Lesko, Voivodato de Subcarpacia, en el sur de Polonia oriental. Se encuentra aproximadamente a 5 kilómetros al este de Lesko y a 67 kilómetros al sureste de la capital regional Rzeszów.